# Spoorlijn Vemb - Thyborøn
De spoorlijn Vemb - Thyborøn (Deens: Lemvigbanen / Thyborønbanen) zijn twee lokale spoorlijnen met de naam Thyborønbanen van het schiereiland Jutland in Denemarken. Tegenwoordig niet meer gebruikt, worden nu Lemvigbanen genoemd. 

## Lemvigbanen
De spoorlijn tussen Vemb en Lemvig werd tussen op 20 juli 1879 in gebruik genomen door Vemb-Lemvig Jernbane (VLJ), in Vemb aansluitend op de spoorlijn tussen Skjern en Holstebro. Vanuit het station van Lemvig loopt de enige bergspoorlijn van Denemarken als adhesiebaan naar de lager gelegen haven. Het hoogteverschil wordt met een keerlus overwonnen. Deze verbinding tussen Lemvig en Lemvig Havn wordt alleen tijdens de Deense zomervakantie gebruikt.

## Thyborønbanen

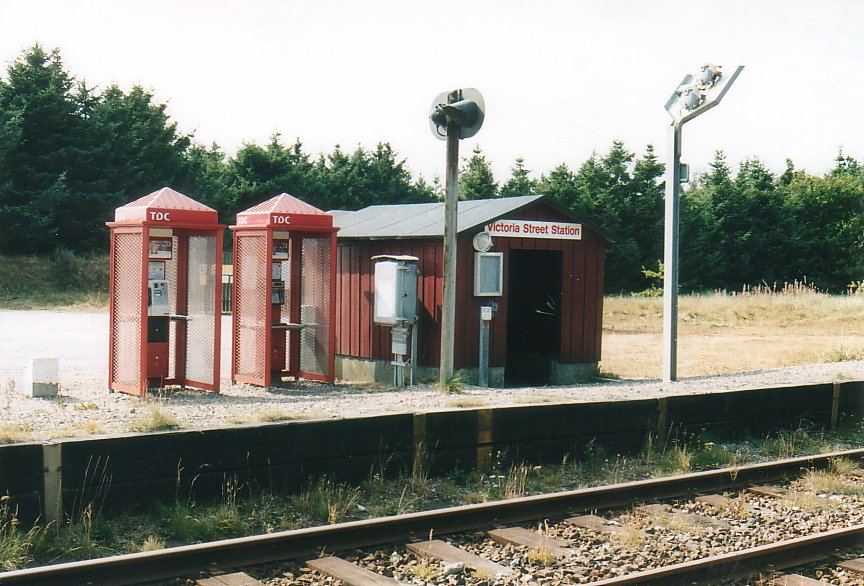
Victoria Street Station, de kleinste halte met een grootse naam

Twintig jaar later werd in twee etappen de spoorlijn tussen Lemvig en Thyborøn in gebruik genomen door de Lemvig-Thyborøn Jernbane (LTJ). Op 22 juli 1899 werd het gedeelte tussen Lemvig en Harboøre in gebruik genomen, op 1 november 1899 gevolgd door het gedeelte tussen Harboøre en Thyborøn. Tussen Lemvig en Harboøre loopt het traject door de duinen.
De lijn was van oorsprong geheel enkelsporig, zonder passeersporen. Om toch te kunnen kruisen, werden in Klinkby, Strande en Harboøre een doodlopend zijspoor aangelegd. De eerste trein reed na een stop langs het perron dit zijspoor op, waarna de tweede trein kon passeren. Na vertrek van de tweede trein reed de eerste trein terug het hoofdspoor op om de weg te vervolgen. In respectievelijk 2004 en 2006 werden de halteplaatsen Harboøre en Strande omgebouwd tot een volwaardig kruisingsstation met eilandperron.
De grootste klant in het goederenverkeer is Cheminova op het schiereiland Rønland tussen Harboøre en Thyborøn. Daarnaast vindt er ook onregelmatig goederenverkeer naar Thyborøn Havn plaats.

## Exploitatie
Vanaf de aanleg werden de beide spoorlijnen door respectievelijk de VLJ en LTJ geëxploiteerd. In 1921 fuseerden beide spoorwegmaatschappijen tot Vemb-Lemvig-Thyborøn Jernbane (VLTJ). Omdat beide spoorlijnen vanuit dezelfde richting in Lemvig bij elkaar komen, wisselen doorgaande treinen tussen Vemb en Thyborøn in Lemvig van rijrichting en is Lemvig een kopstation.
In 2008 is VLTJ met Hads-Ning Herreders Jernbane (HHJ) gefuseerd tot Midtjyske Jernbaner.